# كأس العالم للسيدات تحت 17 سنة لكرة القدم 2022
كأس العالم للسيدات تحت 17 سنة لكرة القدم 2022 هي النسخة السابعة من كأس العالم للسيدات تحت 17 سنة بعد نسخة كأس العالم للسيدات تحت 17 سنة لكرة القدم 2018، بطولة كرة القدم الدولية للسيدات تُقام كل سنتين والتي تتنافس عليها المنتخبات الوطنية لأقل من 17 عامًا وهي من تنظيم وإشراف الاتحاد الدولي لكرة القدم. ستستضيف الهند البطولة، والتي كانت ستستضيف البطولة في 2020 قبل أن يتم إلغاؤها بسبب جائحة كوفيد 19.